# Amblygaster clupeoides
Amblygaster clupeoides és una espècie de peix pertanyent a la família dels clupeids.

## Descripció
- Pot arribar a fer 21 cm de llargària màxima (normalment, en fa 15).
- 13-21 radis tous a l'aleta dorsal i 12-23 a l'anal.[6][7][8]

## Alimentació
Menja copèpodes, crustacis del gènere Mysis i d'altres organismes pertanyent al zooplàncton.

## Hàbitat
És un peix marí, associat als esculls i de clima tropical (17°N-19°S, 75°E-179°W) que viu entre 0-50 m de fondària.

## Distribució geogràfica
Es troba des de les costes meridionals de l'Índia i Indonèsia fins a Fiji, Nova Caledònia i Tonga.

## Ús comercial
És emprat com a esquer en la pesca de la tonyina.

## Observacions
És inofensiu per als humans.